# La Herrera
La Herrera è un comune spagnolo situato nella comunità autonoma di Castiglia-La Mancia.